# Francisco Sagrera y Riera
Francisco Sagrera y Riera (Breda, 8 de noviembre de 1901 - Moyá, 22 de febrero de 1940) fue un sacerdote escolapio, educador en Moyá. Está proclamado siervo de Dios por la Iglesia católica y se encuentra en proceso de Beatificación.

## Biografía
Francisco Sagrera nació en Breda en 1901; Estudió en el colegio de los Hermanos de La Salle y frecuentaba el Oratorio de San Felipe Neri. Ingresó en el seminario de Barcelona y, cuando estaba a punto de terminar sus estudios solicitó ingresar en las Escuelas Pías en 1924.
Acabados los estudios, fue ordenado sacerdote en 1926 y durante un año estuvo en la comunidad de las Escuelas Pías de Barcelona. Al terminar el curso, el médico aconsejó al joven, que tenía una salud débil, que marchase a vivir a un clima más seco y le recomendó Moyá. Sagrera pasó allí el resto de su vida. Enseñaba disciplinas de Comercio y hacía apostolado entre los jóvenes. Colaboraba con el círculo de estudios de la Federación de Jóvenes Cristianos de Cataluña en la formación de jóvenes.
Su clases eran innovadoras desde el punto de vista pedagógico: aplicaba una especie de democracia interna en la toma de decisiones a partir de una constitución escrita, y fomentaba una escuela libre y responsable, de acuerdo con la doctrina social de la Iglesia, donde los estudiantes eran conscientes del futuro papel que debían desempeñar para mejorar la sociedad, sintiéndose responsables.
El 1936, durante la persecución de religiosos al principio  de la Guerra civil española, mientras que la comunidad se marchaba, Sagrera se quedó para proteger el Santísimo de la iglesia. Fue apresado  y cuando lo iban a fusilar en el claustro de la comunidad, un accidente retrasó la ejecución y lo metieron en un camión para ejecutarle fuera de la ciudad. Lo intentaron, pero al final le dejaron marchar.
Durante el resto de la guerra estuvo en una masía, enseñando a los hijos de los palleses y atendiendo a los enfermos y a las personas que requerían auxilio religioso. Su salud no mejoraba. En 1939 regresa a su comunidad den Moyá y continúa con sus clases y su apostolado, pero en 1940, fruto de la enfermedad fallece.

## Veneración
Muy querido por el pueblo, los jóvenes no dejaron solo su cuerpo, y los obreros de las fábricas solicitaron fiesta para poder asistir al funeral. Sus alumnos consiguieron que el ayuntamiento de Moyá le dedicara una plaza. Poco después de su muerte fue declarado hijo ilustre de Breda e hijo adoptivo de Moyá. 
La Fundación Francesc Sagrera de Moyá fue también iniciativa de exalumnos y de la comunidad escolapia de Moyá.  Su primer presidente fue un discípulo del padre Sagrera, Isidre Prat Montràs, lo sustituyó en el 2007 Josep Gallifa Roca hasta 2020, cuando inició la presidència Elisabet Cots Prat. El obispo de Vic inició el proceso de beatificación en 1993 y fue declarado siervo de Dios en 1999, al declararse válida la investigación diocesana. En 2009 sus restos fueron trasladados del cementerio municipal a la iglesia parroquial de Moyá, donde reposan hoy en día.

## Enlaces
- Francesc Sagrera en Scolopì. net
- Portal:Iglesia católica. Contenido relacionado con Iglesia católica.
- Escuelas Pías de Cataluña
- Historia

- Datos: Q19290939